# Ağaçören
Ağaçören là một huyện thuộc tỉnh Aksaray, Thổ Nhĩ Kỳ. Huyện có diện tích 395 km² và dân số thời điểm năm 2007 là 11870 người, mật độ 30 người/km².